# Крецешть (Алба)
Крецешть, Крецешті (рум. Crețești) — село у повіті Алба в Румунії. Входить до складу комуни Бістра.
Село розташоване на відстані 316 км на північний захід від Бухареста, 48 км на північний захід від Алба-Юлії, 60 км на південний захід від Клуж-Напоки.

## Населення
За даними перепису населення 2002 року у селі проживали 215 осіб. Усі жителі села рідною мовою назвали румунську.
Національний склад населення села:
| Національність | Кількість осіб | Відсоток |
| -------------- | -------------- | -------- |
| румуни         | 195            | 90,7%    |
| цигани         | 20             | 9,3%     |